# Stéphane Ruffier
Stéphane Ruffier (Baiona, 27 de setembro de 1986) é um ex-futebolista francês que atuava como goleiro.

## Seleção Nacional
Estreou pela Seleção Francesa principal em 11 de agosto de 2010 em partida amistosa contra a Noruega.

## Títulos
Saint-Étienne
- Copa da Liga Francesa: 2012–13